# Karel Sellner

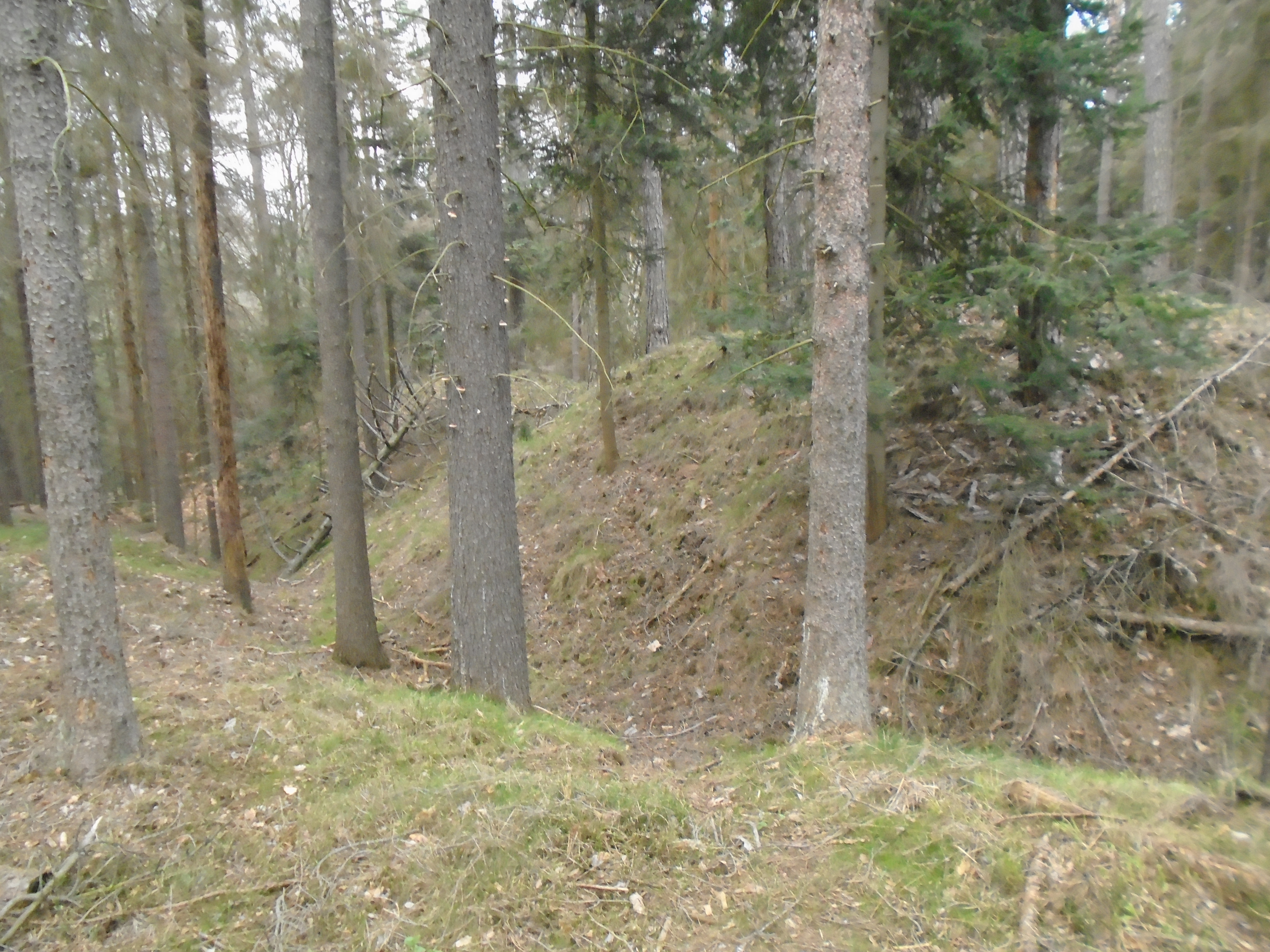
Vnější val hradiště objeveného Sellnerem roku 1897 u Březovic

Karel Sellner (23. října 1873 v Daliměřicích u Turnova – 25. února 1955 v Mladé Boleslavi) byl český učitel, archeolog, okresní školní inspektor a spisovatel, zejména historických románů a povídek.

## Život

### Dětství a studia
Karel Sellner se narodil 23. října v Daliměřicích u Turnova, jako druhorozený syn v početné rodině telegrafisty na turnovském nádraží Karla Sillnera a jeho manželky Barbory, rozené Ctiborové. O domácnost se staraly matka a babička. Otec Karla Sellnera pracoval v různých funkcích na tehdejší Turnovsko-kralupsko-pražské dráze. Několik let byl také přednostou stanice v Bezdězi. 
Mezi lety 1879–1888 chodil do obecné školy. Ve třídě byl nejmladší, přesto ale vynikal a měl výborné výsledky. Nejvíce měl zájem o kreslení, vlastivědu a literaturu. Do této doby spadají jeho první literární a dramatické pokusy. Volný čas věnoval hlavně hře na housle, na klavír a čtení. Po absolvování školy nastoupil Sellner na učitelský ústav v Hradci Králové. Zde na něho měli vliv profesoři Adolf Černý, Jan Duchoslav Panýrek, Raimund Vychodil a další. Maturoval s výbornými výsledky v roce 1892.

### Pedagog
Po maturitě vyučoval na obecných školách v Loukovci a Násedlnici. Do Násedlnice Karel Sellner umístil děj své knihy Bohdar, která vypráví o pohanské době. Absolvoval kurzy hry na housle, kreslení, chemie, ale také polního hospodářství.
Nejoblíbenější obcí se Sellnerovi staly Březovice v Podbezdězí, kde působil mezi lety 1897–1901 jako učitel. Kromě jiných archeologických objevů zde na ostrohu mezi Žákovým dolem a Nosálovskou roklí objevil středověké hradiště, které později Eduard Štorch na jeho počest pojmenoval Sellnerovým hradištěm. Krajina v okolí Březovic a všechny pověsti sebrané Sellnerem hrají hlavní roli v řadě jeho prozaických děl, jako Tajemný rytíř, Daliboh z Myšlína, nebo Rychtář Ješek.
Zde se také Sellner seznámil se svou budoucí manželkou Zdeňkou, rozenou Hankovou, s níž se 29. listopadu 1902 oženil. Celý pobyt v Březovicích Karel Sellner hodnotil ve své kronice jako nejšťastnější období svého života. Byl také jedním z prvních, kdo se na svých toulkách seznámili s kočujícími cikánskými rodinami, způsobem jejich života i zvyky. V tomto období se rovněž seznámil s Janem Evangelistou Konopasem, kronikářem v Sudoměři. Přednášel také o historii kraje, sbíral staré pověsti a působil jako varhaník v Březovicích.
Na dalším působišti, v Kněžmostě, se mu 9. prosince 1906 narodil syn Karel. Ve škole v Kněžmostě, kde působil od roku 1901, Sellner zavedl nové způsoby a metody vyučování. Jeho zásluhou je především to, že volný sloh i volné kreslení byly uznány jako učební metody a okresní školní inspektor rozhodl, aby se ostatní učitelé zúčastnili vyučování těchto předmětů, vedených Sellnerem. Jeho osvětová činnost spadá hlavně do doby, kterou strávil v Bakově nad Jizerou. Od roku 1907 byl předsedou Budče učitelské v Mnichově Hradišti. Byl mluvčím učitelů v okresní radě.
V Podbezdězí organizoval od roku 1909 osvětové kurzy, které měly pomoci vytvořit z vesnických škol střediska lidového vzdělávání. Za pomoci starosty v Bělé pod Bezdězem uskutečnil první vzdělávací kurz osvětové práce o českých dějinách. Kurz byl komponován jako cyklus přednášek o českých dějinách od nejstarších dob až do revolučního roku 1848. O jeho přednášky byl obrovský zájem, návštěvnost dosahovala až 300 posluchačů. Spolu se známým archeologem Eduardem Štorchem přepracoval jeden z textů z přednášek do monografie První lidé v Čechách a s kolegou Františkem Hakenem vytvořil publikaci O vzniku a vývoji poddanství v Čechách. Jeho spolupracovníkem se stal i spisovatel Josef Aleš-Lyžec, povoláním učitel z Bosně.

### První světová válka a Sellnerova albánská anabáze
I přes svůj věk a nedostatek učitelů musel 26. července 1916 nastoupit do armády. Hlavním důvodem pro jeho odvedení měla být jeho osvětová činnost, což Sellner sám uvádí v jedné ze svých knih. S ohledem na jeho věk v dané době (43 let) nebyl odvelen na frontu, ale do maďarského města Kecskemét a následně do Albánie k technickému praporu, který budoval a obnovoval silniční a železniční síť. Zážitky z Albánie se promítly hned do dvou knih – první z nich byl soubor pohádek a pověstí Pohádky májových večerů, který představoval Sellnerovo autorské pojetí místních příběhů a zvyklostí, tak jak je během svého pobytu zažil a jak mu o nich bylo od místních lidí vyprávěno. Ve druhé Sellnerově knize, věnující se pobytu v Albánii, která byla vydána pod názvem V tajemné zemi v roce 1925, autor podává poměrně obšírné svědectví o podmínkách života českých a dalších rakousko-uherských vojáků v horách severní Albánie a také o samotných místních lidech, jejich kultuře, zvyklostech a podmínkách jejich života (hlavně pak v kraji Mat, Mirdita a hlavně vesnicích Zejmen a Pllanë). V roce 1918 se Karel Sellner vrátil do Bakova nad Jizerou.

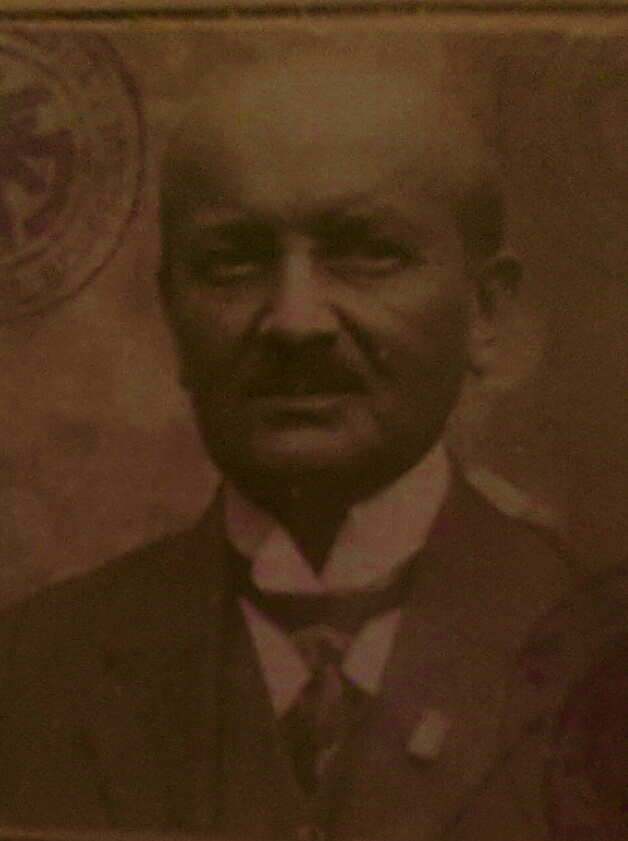
Karel Sellner jako školní inspektor

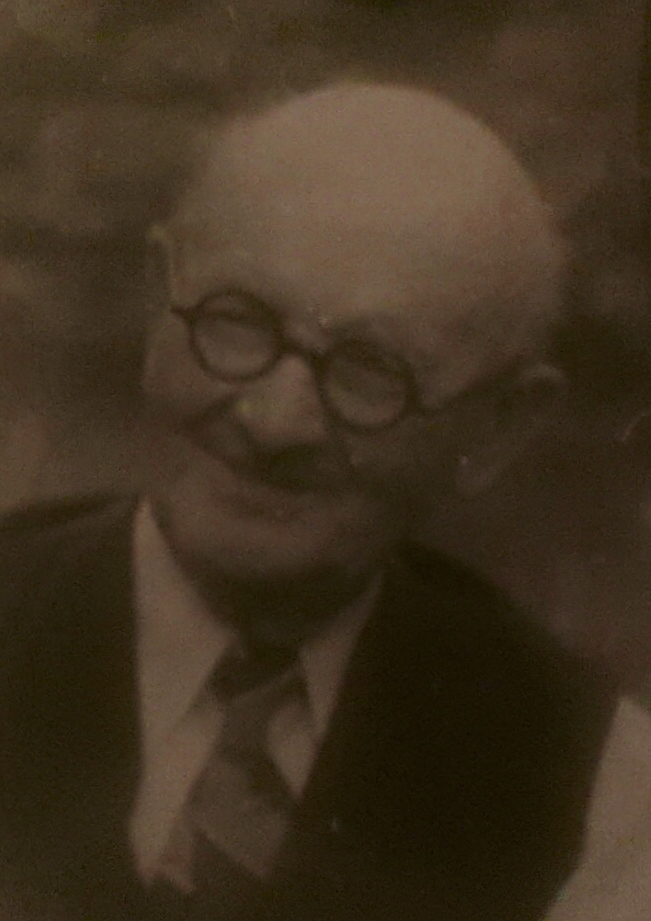
Karel Sellner v penzi

### Okresní školní inspektor
Po návratu z války byl 1. září 1919 v historicky první a také poslední volbě učiteli zvolen okresním školním inspektorem v Mladé Boleslavi. V tomto postavení se zasloužil o zlepšení sociálního postavení učitelstva, o stavbu nových škol, a o rozvoj vlastivědné práce na Mladoboleslavsku.
Celé učitelstvo vedl přátelsky, vážil si zkušeností starších, ale měl také rád odvahu mladých. Vytvořil typ demokratického inspektora, který předtím neměl obdoby. Byl přítelem dětí, ale zároveň i zkušenějším kolegou učitelů. Byl zastáncem pracovní školy a svobody dítěte. Bohužel můžeme ale říci, že tato teorie by byla v dnešní době jaksi nereálná, jak ze strany učitelů, tak i dětí. Jednou ze Sellnerových kladných schopností byla i ta, že pokud s někým nesouhlasil, řekl to dotyčnému tak, že ho ani neurazil, ani neponížil.
V roce 1926 založil regionální vlastivědný sborník Boleslavan, který přinášel osobní vzpomínky, medailony a krajovou literární a výtvarnou tvorbu. Sám byl vedoucím redaktorem a do Boleslavanu přispíval. Za první republiky se angažoval ve veřejné činnosti města Mladá Boleslav.

### Penze a úmrtí

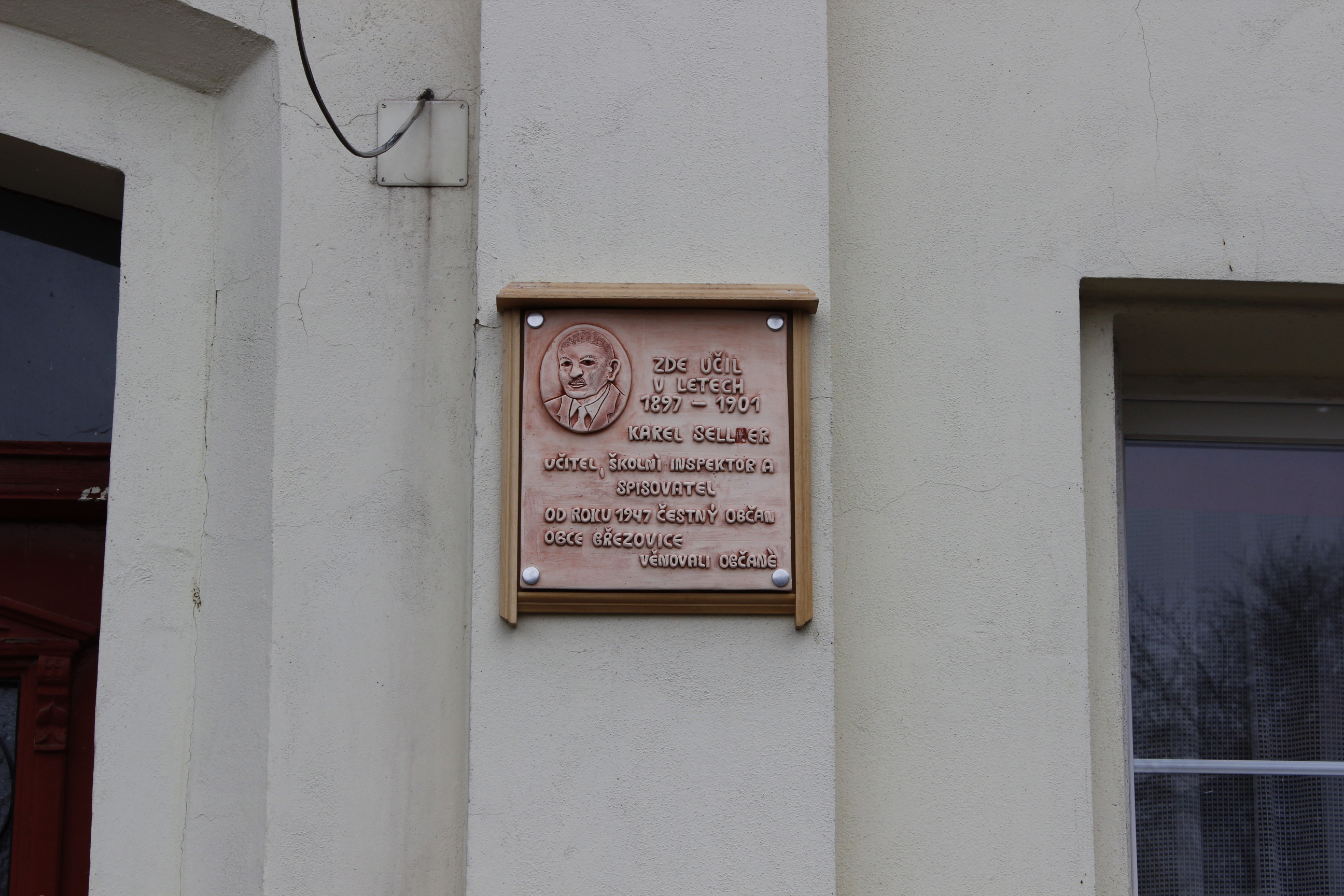
Pamětní deska na Karla Sellnera v obci Březovice

Dne 8. října 1933 Sellner odstoupil z funkce školního inspektora. Mohl se tak naplno věnovat psaní knih a bádání v okolí. Po okupaci začala převládat jeho literární činnost a z veřejného života se stáhl. V roce 1941 napsal a ilustroval třídílnou rodinnou kroniku. Na 664 listech popsal svůj život, historii rodu Sellnerů. Po válce napsal čtvrtý díl této kroniky.
Oslava jeho 75. narozenin se konala v hotelu Grand v Mladé Boleslavi a byla zároveň posledním jeho veřejným vystoupením a poslední větší akcí, které se účastnil. Poslední zápis v kronice je ze 14. listopadu 1950. Zemřel 25. února 1955 v Mladé Boleslavi.

### Politický postoj
Nebyl členem žádné politické strany, ale díky svým ideálům měl zřejmě nejblíže k sociální demokracii. Byl ovšem přesvědčeným demokratem, který vždy bojoval proti jakémukoliv tělesnému či duchovnímu nátlaku a útisku a omezování lidské svobody. Za své přesvědčení a myšlenky byl za Rakouska-Uherska, ale i za Protektorátu vyšetřován a šikanován. Po roce 1948 byla jeho díla označena jako nežádoucí a vyřazována z knihoven. Symbolické je také to, že pamětní deska na jeho domě v Mladé Boleslavi byla odhalena v roce 1968. Jeho odkazu se však začalo vzpomínat až po roce 1989. Udržoval přátelství i korespondenci s mnoha českými osobnostmi, například J. S. Macharem, Eduardem Štorchem, Antonínem Tomíčkem, Františkem Rajtrem a dalšími.
Zajímavé jsou také zápisy v kronice, týkající se smrti Jana Masaryka dne 13. března 1948, XI. sokolského sletu, nebo také pohřbu prezidenta Beneše.
V zápisu o smrti Jana Masaryka reaguje takto:
Byla to zpráva neuvěřitelná, neboť muž tak silný a duševně vyrovnaný, plný bodrého humoru a radosti ze života, zcela oddaný národu a v jeho službách neúnavně pracující, který získal v cizině úctu a obdiv politiků, státníku a diplomatů, ten že by skončil život sebevraždou z okna II. poschodí?.....
Karel Sellner, rodinná kronika, IV.díl, 150

## Památka
- Sellnerovo hradiště, název archeologické lokality hradiště Doubravice-Nosálov[5], které Sellner během březovického pobytu objevil. Pojmenoval Eduard Štorch.
- Čestné občanství obce Březovice. Uděleno roku 1947.
- Pamětní deska na vile v ulici Boženy Němcové v Mladé Boleslavi, kde Sellner bydlel. Odhalena v roce 1968.
- Sellnerova stezka, zelená turistická trasa z nádraží Bezděz do železniční stanice Skalsko. Vyznačena roku 2000.[6]
- Pamětní deska v obci Březovice na bývalé škole, ve které mezi lety 1897–1901 učil. Odhalena v roce 2012.
- Ulice Sellnerova v Mladé Boleslavi v městské části Debř.

## Dílo
Sellner své úsilí vložil hlavně do oblasti literární a pedagogické a do práce pro kraj, který měl velmi rád. Za svého života uskutečnil na 140 přednášek na 437 různých místech, především na Mnichovohradišťsku, Mladoboleslavsku, ale také v Praze nebo v Turnově. Jeho přednášky byly zaměřeny na historii, pedagogiku, psychologii a přírodovědu. Literární dílo mělo za účel osvětlit zajímavou a poutavou formou jednotlivé úseky českých dějin v kraji Sellnerova působení.

### Beletrie
- Bohdar (1924), povídka inspirovaná působením v Násedlnici; v edici Karavana třikrát pod názvem Osudná věštba (1972, 1976 a 1988, upravil Jan Petr Velkoborský)
- V tajemné zemi (1925), cestopis z Albánie
- Pohádky májových večerů (1925), pohádky z Albánie
- Poslední (1928), povídka z pravěku, inspirovaná archeologickými nálezy u Březovic; další vydání 1945, upravené vydání 1998
- Václav Vrba (1930), román inspirovaný historií Jabkenicka v době protireformace
- Tajemný rytíř (1931), povídka inspirovaná historií Podbezdězí v době Braniborů; upravené vydání 1994
- Z bezdězských lesů (1932), povídky z doby Karla IV.; další vydání ve dvou svazcích 1995
- Tři bratři z Mydlovaru (1934), povídka z Polabí zasazená do 16. století; další vydání 2016
- Petrovský (1946), román inspirovaný historií Podbezdězí v době protireformace; upravené vydání 1996

### Drama
- Rok na vsi (1927),[7] hra o 4 scénách pro baráčníky, hudba Hugo Dohnal[8]

### Odborné
- Popis soudního okresu Mnichovohradišťského (1908)
- O vzniku a vývoji poddanství českého lidu (1909, 1911)
- První lidé v Čechách (1910), soubor přednášek společně s Eduardem Štorchem
- Obrazy se slovanského pravěku (1913)
- Pověsti okresu Bělského (1913)
- Geologický nástin Boleslavska (1921)
- Umění v pravěku (1922), samostatně vydaný časopisecký článek
- Přehled kulturních období v Čechách (1922)
- Jablkynice: kousek historie a vzpomínka na velkého tvůrce moderní české hudby Mistra Bedřicha Smetanu (1925)
- Podolec: několik kapitol z dějin Mladé Boleslavě (1926)
- Svátky a slavnosti našeho lidu (1929)
- Čechy a Lužice (1932)
- Lužice a česká emigrace (1935?)

### Almanachy a časopisy
- Vlastivědný sborník okresu mladoboleslavského (1920–1924)
- Kronika školství okresu mladoboleslavského (1923)
- Dějiny obcí okresu mladoboleslavského (1926)
- Boleslavan (1926–1938)